# Eirenis rechingeri
Eirenis rechingeri är en ormart som beskrevs av Eiselt 1971. Eirenis rechingeri ingår i släktet Eirenis och familjen snokar.
Inga underarter finns listade i Catalogue of Life.
Arten är bara känd från fyndplatsen nära staden Shiraz i Iran. Fyndplatsen ligger 2100 meter över havet. Individer hittades i en uttorkad flodbädd intill öppna buskskogar. Grunden utgjordes av kalksten. Antagligen lägger honor ägg liksom hos andra släktmedlemmar.
Populationens storlek är okänd. IUCN kategoriserar arten globalt som otillräckligt studerad.